# Aerodynamický třesk

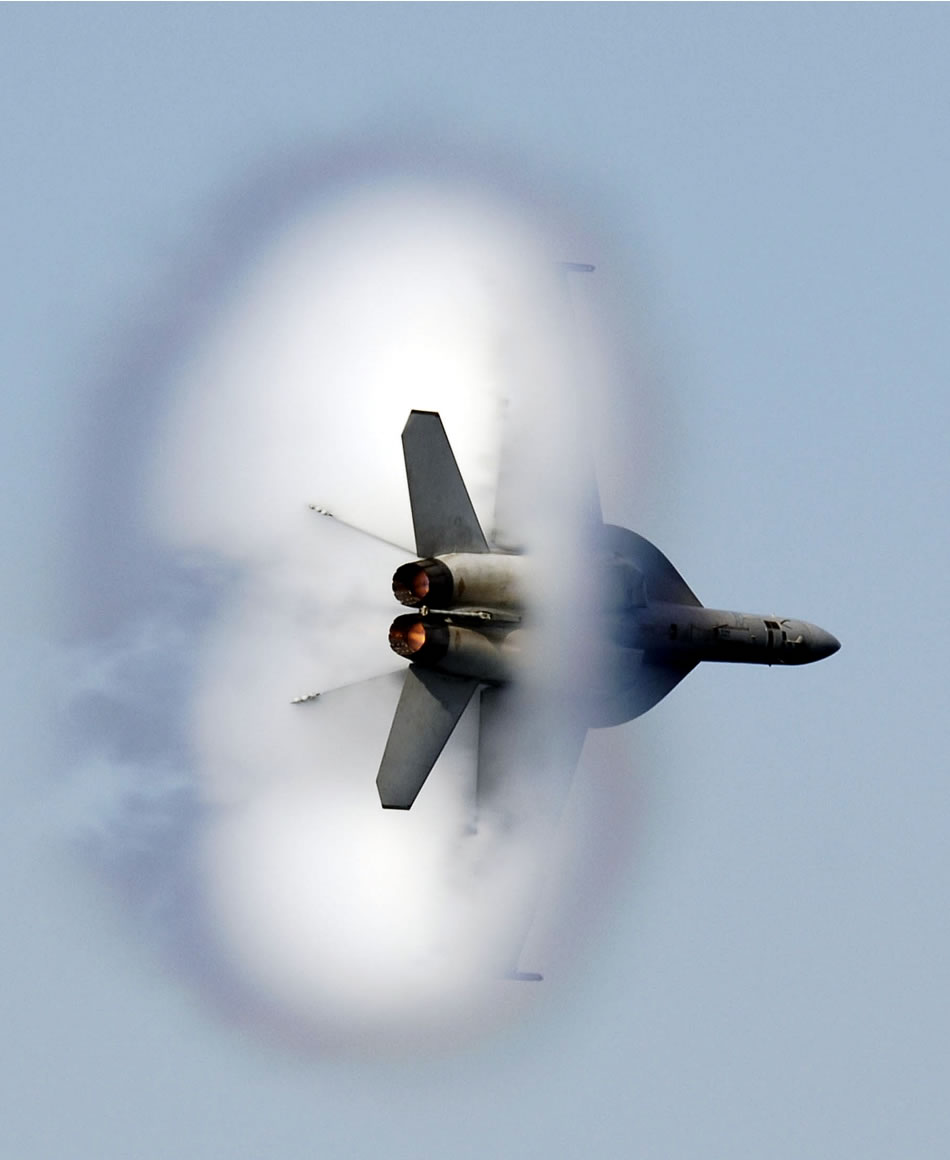
Rychlé zhušťování vodní páry díky aerodynamickému třesku vytváří typický kužel páry (tzv. Machův kužel), který je viditelný pouhým okem

Aerodynamický třesk vytvářený letadlem letícím M=2.92

Aerodynamický třesk, také akustický třesk, zvukový třesk, sonický třesk je projevem fyzikálního jevu rázové vlny.
Aerodynamický třesk vzniká například, když je rychlost zdroje zvuku větší nebo rovna rychlosti zvuku (srovnej Dopplerův jev).
Hrom je příkladem přírodního aerodynamického třesku vytvářeného rychlým ohřevem a expanzí plynu ve výbojovém kanálu blesku.
Čelní plocha rázové vlny je místem nespojitosti fyzikálních veličin (skoková změna hustoty, tlaku, …), přestáváme tedy hovořit o mechanickém vlnění, které je dobrým popisem jen pro malé změny fyzikálních veličin.
Aerodynamický třesk můžeme pozorovat např. u letadel nebo střel, které se pohybují nadzvukovou rychlostí.
Sčítání amplitud vln můžeme pozorovat také za lodí, která se pohybuje větší rychlostí, než jakou se šíří vlny na vodě. Na tomto jevu lze ilustrovat, jak ke vzniku rázové vlny dochází, ale sám rázovou vlnu nepředstavuje, neboť nedochází ke skokové změně fyzikálních veličin.

## Popis jevu
Pohybuje-li se těleso plynem, který se nachází v rovnovážném stavu, pak pohybující se těleso svým pohybem tento rovnovážný stav poruší. Vznikne porucha rovnovážného stavu, která se šíří látkovým prostředím. Při dostatečně dlouhé opakující se periodě těchto poruch nebo trvají-li dostatečně dlouho, vnímáme tyto poruchy jako zvuk.
Zvuk, který jeho zdroj v látkovém prostředí vydává, se v tomto prostředí šíří všemi směry a to rychlostí zvuku pro toto dané prostředí. Při tomto není důležitá rychlost zdroje, ale je velmi důležitá hodnota lokální rychlosti na povrchu zdroje.
Dochází také k třesení, k sérii lokálních expanzí při lokálním dosažení rychlosti zvuku s příslušnými projevy (například do konstrukce draku letadla). Dále dochází k ovlivnění, někdy velmi výraznému, v obtékání pohybujícího se zdroje zvuku.
Aerodynamický třesk vnímáme sluchem jako silnou ránu podobající se výstřelu.
K zvukovému projevu nedochází pouze v okamžiku, kdy objekt překročí rychlost zvuku; projev není slyšitelný ve všech směrech vycházející z objektu který překračuje rychlost zvuku.
Třesk je vlastně trvalý efekt, ke kterému dochází, když se objekt pohybuje nadzvukovou rychlostí. Ovlivňuje však pouze pozorovatele umístěné v konkrétním bodě, který protíná oblast ve tvaru geometrického kužele za letícím objektem. Jak se objekt pohybuje, tato kuželová oblast poruchy se také pohybuje za ní a když kužel prochází přes pozorovatele, krátce prožijí aerodynamický třesk/rázovou vlnu.
Aerodynamický třesk se vyskytuje po celé dráze letu tělesa letícího nadzvukovou rychlostí.
To je důvod proč zbraně vybaveny tlumiči musí používat podzvukové střelivo. Nadzvukové střely se nedají tlumit protože vytvářejí rázovou vlnu, která se pohybuje po stejné dráze jako letící střela.

## Letectví

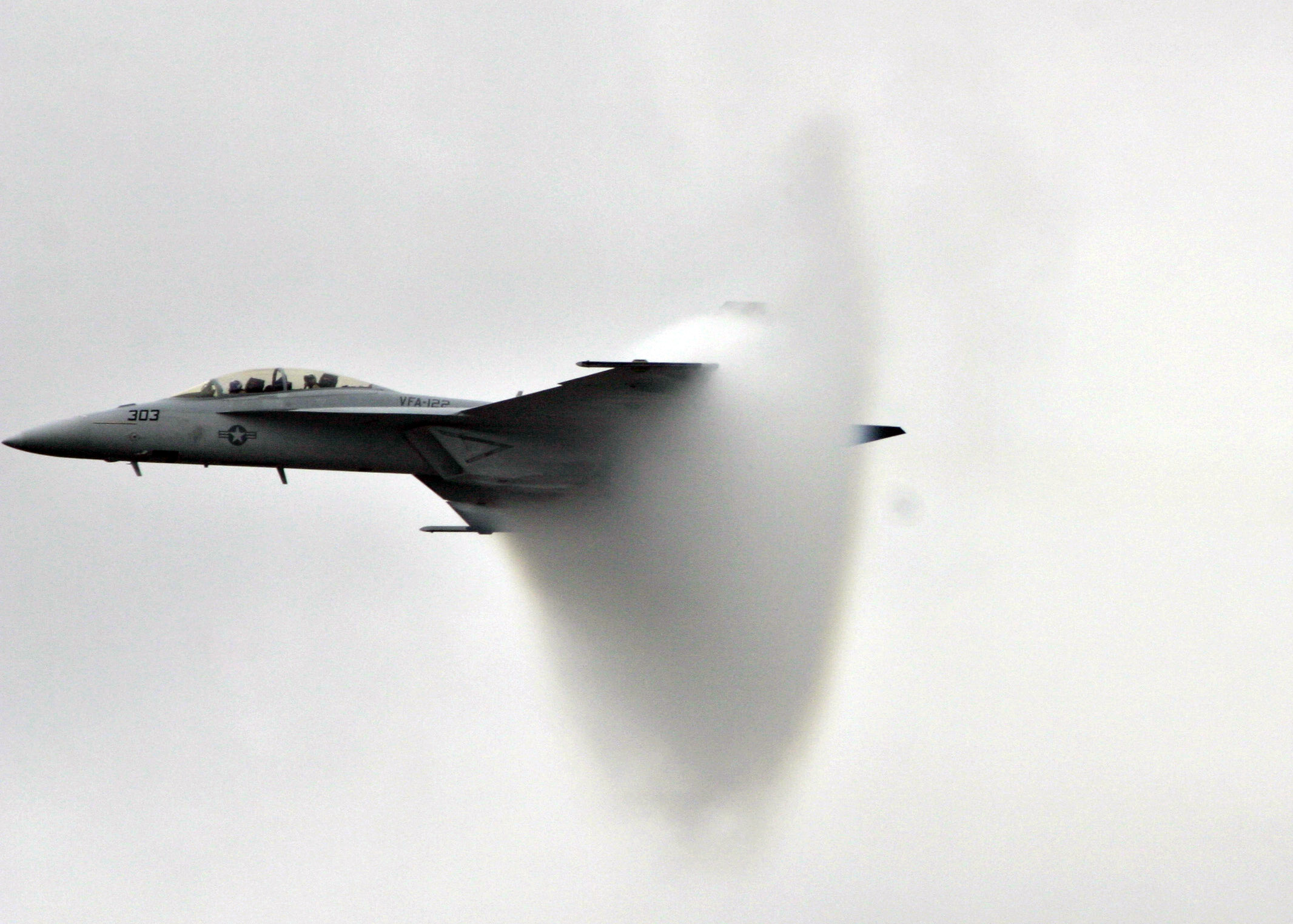
Machův kužel za letu FA-18 Hornet při překročení zvukové bariéry

Ovlivnění letu aerodynamickým třeskem může vést až ke ztrátě ovladatelnosti stroje (zejména podélného řízení letadla, neboli výškovky), jak nejlépe dokumentují konce některých pokusů o překročení rychlosti zvuku v období po druhé světové válce. Z tohoto důvodu se používá u těchto strojů tzv. plovoucí výškovka, případně zvláštní postupy pro překonání této oblasti letové obálky (střemhlavý let, přídavné spalování, …). Letouny mají povoleno překročení rychlosti zvuku jen ve velkých výškách.

## Jiné
K aerodynamickému třesku dochází též při explozi výbušnin, kde objektem, překonávajícím rychlost zvuku jsou molekuly výbušniny. Akustický třesk v těchto případech tak tvoří zvukovou složku efektu samotného výbuchu. S rostoucí vzdáleností od výbuchu se amplituda a strmost rázové vlny zmenšuje a třesk tedy se vzdáleností ztrácí na intenzitě.
K aerodynamickému třesku dochází rovněž například při práskání bičem.
Při správném použití biče běží po biči vlna s rostoucí rychlostí pohybu daného místa biče. Poslední část biče (tzv. práskačka) může dosáhnout a překročit rychlost zvuku, což vytvoří akustický třesk.

## Zajímavosti
Aerodynamický třesk začíná být slyšitelný při rychlosti vyšší než M=1,15[zdroj?]. Jeho intenzita závisí na velikosti letadla a nadmořské výšce, klesá totiž hustota vzduchu (viz Machovo číslo).